# Matteo Palmieri
Matteo Palmieri (Florença, 13 de Janeiro de 1406 – † 13 de Abril 1475) foi um humanista e historiador italiano.
Matteo di Marco Palmieri (1406-1475) foi humanista e historiador florentino que é mais conhecido por seu trabalho Della vita civile ("Da vida civil"; impresso 1528) que defendia o humanismo civil, e sua influência no refinamento do vernáculo toscano ao mesmo nível Latina. Ele foi enviado como embaixador de Florença à corte de Afonso de Nápoles. Vespasiano da Bisticci incluiu-o entre os homens ilustres de sua geração cujas carreiras merecia um artigo em sua Vite di Uomini illustri del Secolo XV.
Palmieri nasceu em uma família de classe média que ocupavam posições de destaque na cidade. Ele foi educado em Florença e funcionou uma loja rentável boticário; como seu pai, ele perseguiu uma carreira no serviço público, tornando-se um oficial conhecido e respeitado público entre 1432 e 1475 mantendo muitos posts e títulos.
No final de sua vida, ele encomendou ao pintor florentino Francesco Botticini (1446 - 1498) um monumental Assunção da Virgem [3] para a igreja do convento beneditino de San Pier Maggiore, em Florença, onde o Palmieri teve sua capela; na pintura são os retratos de doadores de joelhos de Matteo e sua esposa Niccolosa de Serragli.
Palmieri acreditava firmemente no ideal humanista que virtù foi uma combinação de aprendizagem e ação política, e assim em concordância com sua vida política, ele foi também um autor. Ele escreveu em latim e italiano. Entre suas obras latinas são Liber de temporibus (Livro de épocas), uma crônica universal do mundo a partir do momento da criação para o seu dia de hoje, o De captivitate liber (A captação de Pisa), um relato da captura de Florentine de Pisa, na 1406, e uma biografia de Niccolò Acciaioli, traduzido para o italiano por Donato Acciaioli.
Em italiano Palmieri escreveu um livro de três poema La città di vita ("The City of Life") em 1465, que é uma imitação da Divina Comédia de Dante Alighieri. O poema foi inédita em sua vida, e sobre a sua aparição na imprensa foi condenada pela Igreja como herético, portanto, após o corpo de sua morte Palmieri foi removido da Igreja de San Pier Maggiore e uma efígie dele foi queimada.
Melhor trabalho Palmieri é conhecido como um humanista é Della vita civile ("Da vida civil"; impresso 1528), composto em 1429 e circulou entre 1435-1440 É uma tratados discutir as qualidades do cidadão ideal.. Ele é escrito como uma série de diálogos em quatro livros, situado numa casa de campo em Mugello durante a peste de 1430, com Pandolfini Agnolo um rico comerciante florentino como o orador principal. Dependendo para o primeiro diálogo sobre Institutos de Oratória de Quintiliano e para os três últimos em Dos Ofícios (De officiis) de Cícero, que discute o desenvolvimento físico e intelectual das crianças, a vida moral de um cidadão, as tensões contrastantes entre o que é útil e o que é honesto . Bem como os escritores clássicos, como Cícero, Quintiliano e Plutarco, que recorre a própria Palmieri experiências pessoais como funcionário público. Sua ênfase primária e advocacia é sobre a necessidade de uma boa educação e de uma participação activa na vida da cidade. Educação em uma idade adiantada que considerou crucial para melhorar a capacidade humana de fazer o bem para os outros e com a comunidade.